# Chen Rio
Chen Rio bezeichnet einen kleinen Strand an der Südwestseite der mexikanischen Karibikinsel Cozumel. Diese Seite der Insel ist nicht durch ein Riff geschützt, Chen Rio verfügt jedoch über eine kleine natürliche Lagune und ist deshalb eine der wenigen zum Schwimmen geeigneten Stellen an der Südostküste der Insel. Im Hinterland befindet sich ein kleiner Wasserlauf, deshalb der Namensbestandteil Rio.
In Strandnähe befinden sich mehrere Restaurants.